# Cerapteryx megala
Cerapteryx megala là một loài bướm đêm trong họ Noctuidae.